# Alopecosa uiensis
Alopecosa uiensis là một loài nhện trong họ Lycosidae.
Loài này thuộc chi Alopecosa. Alopecosa uiensis được Esyunin miêu tả năm 1996.